# Іванов Руслан Вікторович
Русла́н Ві́кторович Івано́в — капітан-лейтенант Військово-Морських Сил Збройних Сил України, учасник російсько-української війни.
З березня 2022 року у складі водолазної групи тактичної групи оборони пункту базування Одеса здійснює обстеження морських мінних загороджень. У складі водолазної пари особисто знешкодив дві якірних міни.

## Нагороди
- 3 липня 2015 року — за особисту мужність і високий професіоналізм, виявлені у захисті державного суверенітету та територіальної цілісності України, вірність військовій присязі нагороджений орденом «За мужність» III ступеня;
- 17 червня 2022 року — за особисту мужність і самовіддані дії, виявлені у захисті державного суверенітету та територіальної цілісності України, вірність військовій присязі нагороджений орденом Данила Галицького[1].